# Историја Кипра
Острво Кипар је током своје историје због географског положаја било у саставу различитих цивилизација. 

## Преисторија Кипра и антички период
Археолошким ископавањима потврђено је постојање неолитске културе на Кипру још на прелазу из 4. и 3. миленијум п. н. е. У 15. веку п. н. е., Кипар је плаћао данак египатском фараону Тутмесу III. У исто време, Кипар развија трговачке везе са Феничанима и острвом Крит. Извозио је бакар, гвожђе, сребро и бронзу. Веће стараца Крита дозволило је Феничанима оснивање колонија на острву што убрзо доводи до мешања становништва. Другом половином 13. века Кипар је погодила инвазија Ахајаца. Острво долази у додир са хеленском цивилизацијом и културом. У наредном периоду, на Кипру се смењују владавине Феничана, Египћана, Хетита и Асираца. Међутим, трагови хеленске културе нису избрисани. Из овог периода датира и први поузданији историјски траг о животу, друштвеним односима и систему владавине на острву. 
Острво је било подељено на неколико градова-држава од којих је сваки имао потпуну аутономију. Краљеви су носили феничанска имена. При крају 6. века п. н. е., након битке код Пелузијума, Кипар пада под власт Ахеменидског царства. Грчки градови на острву учествоваће касније у Јонском устанку и у Грчко-персијским ратовима. Кипар је персијској флоти дао око 150 бродова за борбу против Грка. У наредних 100 година, Кипар ће бити посед ахеменидског цара. Последњих деценија 5. века п. н. е., хеленски утицај на Кипру јача, нарочито у доба Евагоре. Након Анталкидиног мира (387. п. н. е.), Евагора диже устанак против Персијанаца. Устанак је, уз помоћ феничанских бродова, крваво угушен. 
Након битке код Иса, Кипар улази у састав државе Александра Македонског, а тиме и коначно у интересну сферу грчке државе. Током ратова дијадоха, Александрових наследника, Кипар накратко потпада под власт Деметрија I Полиоркета, али убрзо постаје плен египатских краљева из династије Птолемејида, најпре са статусом провинције, а касније под директном влашћу краљевске породице. 

### Римски Кипар
Римска експанзија није мимоишла ни Кипар. Под изговором гусарских напада на римску флоту, Римљани се 58. године п. н. е. искрцавају на острво. Две римске легије предводио је Катон Млађи. Не наилазећи на озбиљнији отпор, острво убрзо потпада под власт Римске републике. Претворено је у провинцију. У саставу римске државе, Кипар ће остати скоро 400 година. У почетку га Цезар, а нешто касније и Марко Антоније, поклањају египатској краљици Клеопатри. Након битке код Акцијума, Октавијан га прикључује провинцији Киликији. У време владавине цара Трајана, хеленско становништво на Кипру подиже устанак против Римљана који је, због лоше организације, брзо угушен. Године 334. поново је подигнут устанак који се такође завршио неуспехом. Највећи број устаника је убијен. 
Поделом Римског царства 395. године, Кипар улази у састав Византије. Године 431. на Трећем васељенском сабору у Ефесу, Кипарска православна црква издејствовала је аутокефалност од Антиохијске патријаршије. Године 649. Кипар од Византије преотимају Арабљани.

## Кипар у средњем веку
Кипар је био једна од најважнијих арапских база за испаде у суседне области. Крајем 9. века, Кипар поново потпада под власт Византинаца, али је борба са Арабљанима око превласти над острвом потрајала још читав век, све до 965. године када га византијски цар Нићифор II Фока коначно осваја. Већ тада је био присутан стратегијски значај острва за контролу над источним Средоземљем. Ту улогу задржава и у ери крсташких ратова. Кнез Антиохије, Рене од Шатијона, 1156. године предузима поход на острво због његових личних несугласица са византијским царем Манојлом Комнином. Саладиново освајање Јерусалима 1187. године изазива покретање Трећег крсташког рата. Исак Комнин је заробио вереницу енглеског краља Ричарда Лављег Срца чији се брод насукао на Кипру. Ричард 1191. године осваја Кипар, а византијског цара баца у сребрне окове. Проглашена је Краљевина Кипар. Схвативши да ће тешко одржати контролу над острвом док се бори у Светој земљи, Ричард исте године продаје Кипар витезовима Темпларима за цену од 100.000 безанта.

## Краљевство Кипар и млетачки период
Међу крсташким баронима Конрадом Монфератским и Гајем Лизињаном вођена је борба за јерусалимску круну. Крсташки барони су круну поверили грофу Конраду јер је Гај већ једанпут изгубио Јерусалим, а његова жена Сибила, јерусалимска принцеза (ћерка Амалрика Јерусалимског) умрла. Гај Лизињан је као компензацију за круну од Темплара добио острво Кипар. Године 1194. Гај умире без наследника па круну преузима његов старији брат Амалрик II.
Након Амалрикове смрти на престу су се смењивали малолетни владари уместо којих су као регенти владали чланови породице Ибелин који су имали великог утицаја у Светој Земљи. Године 1229. последњег Ибелина је са кипарског престола истерао немачки цар Фридрих II што доводи до борбе Гвелфа и Гибелина на острву. Фридрихове присталице су у борби поражене. Након пада Акре 1291. године краљеви Кипра су наставили да носе титуле јерусалимског краља. Као и у Јерусалиму, и на Кипру је постојала институција Високог суда. Краљеви Кипра су међутим били богатији што им је омогућавало да игноришу суд. Најутицајнија је била породица Ибелина. Краљеви Кипра су често били у сукобу са италијанским трговцима јер је Кипар од 1291. године постао центар европске културе са Африком и Азијом. У 14. веку Ђеновљани преузимају водећу улогу у европској трговини. Кипар стаје на страну Француза који су били у сукобу са папством (Авињонско ропство папства) у нади да ће Французи ослабити Италију. Године 1426. Мамелуци су је претворили у трибутарну државу. Следећи краљеви полако губе независност. Године 1489. краљица Катарина Корнаро је приморана да прода острво Венецији.
Три столећа лизињанске владавине обележено је интензивирањем економског, али и спутавањем друштвеног развоја грчког становништва. Упоредо јача и ривалство између Ђенове, Венеције и Египта око монопола тргпвоме на Кипру. Млетачка владавина је била усредсређена, пре свега, на експлоатацију природних богатстава острва и развој бродоградње због чега су Млечани пружали жесток отпор Османлијама 1571. године. 

## Османски Кипар
Млечани су изгубили Кипар у Млетачко-турском рату (1570—1573), познатом и под називом "Кипарски рат". Августа 1571. године, Кипар потпада под власт Османског царства. У саставу турске државе остаже све до избијања Првог светског рата 1914. године. Већ првих година турске владавине, на Кипар се досељава становништво из Анадолије које убрзо, с припадницима турских јединица, образује владајућу групу. У почетку је њен утицај ограничен углавном на градове, али се временом све јаче шири и осећа и у селима. Верска нетрпељивост, разлике у начину живота, степену цивилизације и културе убрзо постају непремостива разгранична линија староседелачког (грчког) становништва и колонизираног (турског) становништва. Експлоататорска турска власт доприносила је проширивању јаза. Она је гушила друштвени, политички и економски развој острва. Бродоградња лагано одумире, а трговачке везе са околним подручјима се кидају. Резултати отпора локалног становништва су мали. После сваког озбиљнијег отпора, Порта уводи још строжи режим. У годинама 1764, 1804. и 1821. побуне против турске владавине заузимају шире размере. 
Током Грчког рата за независност, многи Кипрани стају на страну грчких устаника. Турске власти убијају око 1000 најпознатијих Грка са циљем да сузбију националноослободилачке идеје, после чега се формира тајно удружење - Филики хетерија, под јаким утицајем Грчке.

## Британски утицај
Током прве половине 19. века у унутрашњем животу Кипра све је присутнији утицај Грчке и великих европских сила. Настојања грчке владе и самих Кипрана да се две државе уједине наилазило је на отпор великих сила: Русије, Велике Британије и Француске. Свака од ових сила настојала је да обезбеди што јачи утицај у борби против Порте. Након ископавања Суецког канала (1869), стратешка важност Кипра постаје још већа. Османско царство и Велика Британија склапају споразум о британској окупацији Кипра. Султану би остала само номинална власт. Велика Британија се обавезала и на плаћање данка османском султану. Данак је, међутим, био безначајан у односу на вредност острва. 
Прелазак из османске у западну интересну сферу доводи до размаха покрета "Енозис" чија је основна сврха било ослобођење од било чије доминације и присаједињење Кипра Грчкој. Упоредо јача и утицај православне цркве. Продубљује се јаз између турског и грчког становништва јер су Турци били забринути због слабљења веза Кипра и Цариграда. Улазак Османског царства у Први светски рат на страни Централних сила (1914) искоришћава Велика Британија као повод за анектирање острва. Следеће године Британија нуди Кипар Грчкој у замену за пружање грчке помоћи нападнутој Србији. Грци одбијају понуду што доводи до јаче пенетрације Британаца на острво. 

### Крунска колонија (1925—1960)
Конвенцијом из 1920. године, Британија се обавезала да ће се консултовати са Француском о свим важнијим питањима статуса, дугорочне политике и будућности Кипра. То је био само покушај неутралисања главног савезника (и супарника) у Средоземљу. Остале силе биле су неутралисане: Османско царство је нестало, Немачка је поражена, а у Русији је буктао грађански рат. Године 1925. Британија проглашава Кипар крунском територијом. 
Кипар је постао поприште борби грчког становништва и Британаца. Уз покрет Енозис створено је још радикалних политичких покрета: 1924. године настаје АКЕЛ (Ανορθωτικό Κόμμα Εργαζόμενου Λαού), а 1932. године и ПЕО (Παγκύπρια Εργατική Ομοσπονδία). У знак протеста против политике вођене у просвети - сви Грци, чланови Законодавног већа, подносе оставке, након чега гувернер Кипра распушта то тело. Почетком 1933. забрањен је рад Комунистичке партије Кипра, а наредних година и скоро све организације Грка. Немире крајем 1931. године британска управа брзо гуши. Истовремено је вршен притисак и на црквене врхове; гувернер се директно умешао у избор архиепископа што доводи до одбијања сарадње етнархијског одбора. Кипар је 16 година остао без етнарха - прве верске личности. 
У Другом светском рату, Кипар је постало важно стратегијско упориште Британије у Средоземљу. Ослонцем на Гибралтар, Малту и Кипар, Британија је обезбедила слободу дејства у Средоземљу. Грчко становништво се активно укључило у борбу; стварају се центри за регрутовање Грка под паролом "За Грчку и слободу". Грчки пешадијски пук учествовао је у акцијама у Либији. 
Након завршетка рата, Кипар поново постаје поприште борби међународних размера: становништво грчке националности захтевало је присаједињење Грчкој; турско становништво је тражило поделу острва, а за Британију је задржавање острва представљало један од основних елемената стратегијске оријентације. На плебисциту 1950. године 96% становништва Кипра изјаснило се за присаједињење Кипра Грчкој. Турски део становништва оградио се од пружања отпора колонијалној политици Британије што доводи до све већег јаза становништва на националној и верској основи. Стварањем Центро пакта, а нарочито након Суецке кризе, Кипар за Британију постаје истурена стражарска кула с које је покушавала да контролише петролејске изворе на Средњем истоку. Због тога су захтеви Грка наилазили на одлучан отпор. 

### Проглашење независности
Две политичке партије интензивно су деловале на Кипар у периоду од 1950. до 1955: ЕОКА (Национална борбена организација Кипрана- под вођством етнархије) и АКЕЛ (под вођством комуниста). Као противмеру, Британци појачавају војни контингент на острву. Марта 1956. архиепископ Макариос III интерниран је на Сејшелска острва, а упоредо су пооштрене полицијске мере на становништво. У тој ситуацији долази до првих сукоба британских власти и ЕОКА. Долази до стварања војних формација на западном и јужном делу острва (међу грчким живљем). На водеће личности ЕОКЕ објављене су потернице, а прописана је смртна казна за све Грке код којих се пронађе ватрено оружје. Међутим, плима покрета више се није могла зауставити. Турски део становништва, у почетку незаинтересован, стаје на страну устаника. 
У условима крајње затегнутости, Британија мења политику и враћа Макариоса из заробљеништва у Атину. Године 1959. прихваћена је иницијатива Грка о преговорима. У Цириху почиње прва етапа разговора, а завршава се у Лондону. Владе Велике Британије, Турске и Грчке одрекле су се претензија на острво. Проглашена је независна држава Кипар. Августа 1960. Кипар је проглашен независном републиком. Архиеписком Макариос постао је први председник. Владе Велике Британије, Турске и Грчке задржале су право на формирање војних контингената на острву.

## Република Кипар
Већ три месеца након проглашења независности, на Кипру су одржани избори за парламент: Патриотски фонд под вођством Макариоса односи убедљиву победу. Национална унија Турака представљала је турске интересе. Патриотском фонду прикључује се и Комунистичка партија Кипра (АКЕЛ) која на изборима добија 40% гласова. Кипар се определио за политику несврставања у Хладном рату, а Макариос се лично ангажује на конференцијама несврстаних у Београду (1961), Каиру (1964) и Лусаки (1967). Стално уплитање Грчке, Турске и Британије у унутрашњу политику нове државе наводи Макариоса да 1963. године тражи ревизију Циришког и Лондонског споразума. Резултат је турски напад на Кипар што Британци користе као повод за упућивање ратних бродова на Кипар. Почетком следеће, 1964. године, на Кипар пристижу и прве грчке јединице. Влада Кипра обраћа се Савету безбедности ради заштите независности и територијалног интегритета. Убрзо на Кипар долазе јединице плавих шлемова, припадника оружаних снага Уједињених нација. Јуна 1968. одржани су неуспешни преговори о будућем уређењу Кипра и принципима новог устава. 
Почетком седамдесетих година, директне конфронтације САД и СССР поново указују на стратешки значај Кипра. Британија и САД држале су војску на острву. Од 1971, међуетнички инциденти на Кипру били су све чешћи. Генерал ЕОК-а, Георгиос Гривас, је организовао герилу, чији је примарни циљ био збацивање Макариоса с власти. Гривас је умро 27. јануара 1974, али су упркос Макариосовој понуди амнестије герилци наставили борбу против њега. Државни удар на Кипру извршен је 15. јула 1974, а Макариос отишао у егзил у Лондон. Турци користе државни удар и извршавају инвазију на Кипар освајајући 40% острва. Линија раздвајања након прегодова постаје тампон зона ОУН-а. Турска инвазија се окончала поделом Кипра дуж Зелене линије која и данас дели Кипар (на турски, британски и кипарски део). Године 1983. Турска Република Северни Кипар проглашава независност. Прихватила ју је једино Турска. 

## Данас
У периоду од 1974. до 1996. није било већих конфликата. Августа 1996. године убијена су двојица демонстраната приликом демонстрирања на мотоциклима. Преговори о статусу Кипра настављени су децембра 1999. године. Кипар се 2004. године прикључио Европској унији. Тампон зона је 2003. године била делимично отворена. Најозбиљнији покушај измирења извршен је 2004. године. Иницирао га је Кофи Анан, генерални секретар УН-а. Грчки политичари су проценили да овај споразум више одговара турској страни, па су га одбацили из следећих разлога: план није омогућавао повратак свих грчких избеглица, као ни враћање свог земљишта које им је пре припадало, Турци би добили превише места у органима власти и план такође није укључивао уклањање британских база са острва. Из тих разлога, на референдуму на грчком делу острва 75% грађана је одбило споразум. Иако је план прихватило 64% грађана Северног Кипра, он није прошао, тако да је настао прави парадокс - у ЕУ је практично ушао само јужни део, иако службено Турска Република Северног Кипра представља део Кипарске Републике па самим тим је део ЕУ.
Нови преговори отпочели су 2014. године.